# Аниция Юлиана (съпруга на Флавий Аниций Хермогениан Олибрий)
Вижте пояснителната страница за други личности с името Аниция.
Аниция Юлиана (на латински: Anicia Juliana) е римлянка от края на 4 и началото на 5 век.
Произлиза от фамилията Аниции. Тя е съпруга на Флавий Аниций Хермогениан Олибрий, син на Секст Клавдий Петроний Проб (консул 371 г.) и Аниция Фалтония Проба. Олибрий става консул през 395 г. Майка е на един син и една дъщеря. Дъщеря си Деметриас ражда около 398 г.
През август 410 г. Аниция Юлиана е в Рим по времето на разграбването на Рим от вестготите и бяга в Картаген в Африка с дъщеря си и свекърва си Проба.
Аниция Юлиана е роднина, вероятно баба на император Олибрий (472 г.), който се жени за Плацидия, дъщерята на западноримския император Валентиниан III и Лициния Евдоксия. Прабаба е на Аниция Юлиана (460 – 530), която става втора съпруга на Ареобинд.